# Croton aberrans
Espèce
Classification APG III (2009)
Croton aberrans est une espèce de plantes à fleurs du genre Croton et de la famille Euphorbiaceae présente en Amérique du sud (Brésil, Paraguay et nord-est de l'Argentine).
Il a pour synonyme :
- Oxydectes aberrans (Müll.Arg.) Kuntze